# Мамбе, Робер
Робер-Бёгре Мамбе (фр. Robert Beugré Mambé; род. 1 января 1952, Дабу, Берег Слоновой Кости) — ивуарийский государственный и политический деятель, Премьер-министр Кот-д’Ивуара с 16 октября 2023 года, инженер-строитель. Протестантский проповедник.

## Биография
Окончил Высшую национальную школу общественных работ в Абиджане и Парижский Центр высоких строительных исследований, затем Национальную школу мостов и дорог. Обучался управлению бизнесом в Ивуарийском центре управления бизнесом.
Сначала состоял в Демократической партии Кот-д’Ивуара (PDCI), бывшей единой партии, которая сейчас является главной оппозиционной партией. Ныне член Объединения республиканцев, центристской либеральной политической партии Кот д’Ивуара. Был руководителем Центрального бюро технических исследований Кот-д’Ивуара, а затем президентом Независимой избирательной комиссии (CEI) страны (2005—2010).
В апреле 2011 года назначен губернатором Абиджанского автономного округа. На этом посту курировал основные преобразования экономической столицы Кот-д’Ивуара.
В 2018 году был избран депутатом парламента Кот-д’Ивуара.
16 октября 2023 года президент Алассан Ватала назначил его премьер-министром Кот д’Ивуара, как представителя коалиционного Объединения уфуэтистов за демократию и мир.
Отец четверых детей.